# Dischides minutus
Dischides minutus är en blötdjursart som först beskrevs av Henry Adams 1872.  Dischides minutus ingår i släktet Dischides och familjen Gadilidae. Inga underarter finns listade i Catalogue of Life.